# Luis Rosario
Luis Emilio Rosario Peña (Caimito, Moca; 1 de enero de 1945-Santo Domingo, 29 de diciembre de 2021) fue un sacerdote de la orden salesiana, abogado y escritor con una importante influencia en la sociedad dominicana. Se destacó por su entrega a las causas sociales, especialmente el desarrollo de los jóvenes desde la Pastoral Juvenil de la Arquidiócesis de Santo Domingo. Fue reconocido como "Hombre del año" en el 2007 por el periódico Diario Libre.

## Biografía
Nació en Caimito Moca, provincia Espaillat el 1 de enero de 1945. Antes de los diez años de vida se mudó al populoso barrio de San Carlos en la ciudad capital de Santo Domingo donde vivió su infancia y adolescencia. 
Realizó el noviciado en Moca, su tierra natal, desde donde se trasladó a Puerto Rico donde realizó estudios secundarios y superiores en inglés. Posteriormente se trasladó a Roma donde obtuvo la licenciatura en filosofía en la Universidad Pontificia Salesiana en el año 1969.
Falleció en la mañana del 29 de diciembre como consecuencia de un cáncer, que se agravó al contagiarse del COVID-19.